# Західно-Козіївське нафтове родовище
Західно-Козіївське нафтове родовище — належить до Талалаївсько-Рибальського нафтогазоносного району Східного нафтогазоносного регіону України.

## Опис
Розташоване в Харківській області на відстані 10 км від м. Краснокутськ.
Знаходиться в центральній частині півн. прибортової зони Дніпровсько-Донецької западини в межах схилу Охтирського виступу кристалічного фундаменту.
Структура виявлена в 1963 р. і складається з тектонічних блоків, розділених скидами амплітудою 100-200 м; розміри площі продуктивності 5,5х1,4 м. Початковий дебіт нафти 127 т/добу. 
Поклади пластові, тектонічно екрановані та літологічно обмежені. 
Експлуатується з 1984 р. Режим Покладів розчиненого газу. Запаси початкові видобувні категорій А+В+С1 — 2722 тис.т нафти; розчиненого газу — 1081 млн. м³. Вміст сірки у нафті 0,2 мас.%. 